# جاشوا جانسون (بازیکن فوتبال، زاده ۱۸۸۴)
جاشوا جانسون (انگلیسی: Joshua Johnson؛ زادهٔ ۱۸۸۴) بازیکن فوتبال اهل بریتانیا است.
از باشگاه‌هایی که در آن بازی کرده‌است می‌توان به باشگاه فوتبال ساتون یونایتد، باشگاه فوتبال ناتینگهام فارست، باشگاه فوتبال استون ویلا، باشگاه فوتبال کریستال پالاس، و باشگاه فوتبال پلیموث آرگیل اشاره کرد.
وی همچنین در تیم ملی فوتبال لیگ فوتبال جنوبی انگلستان بازی کرده‌است.